# Philippine Football Federation
Die Philippine Football Federation (PFF) ist der Fußballverband der Philippinen.

## Geschichte
Die Philippine Football Federation wurde 1907 gegründet und trat 1930 der FIFA bei. Nach dem Beitritt zur AFC 1954 folgte 1984 der Beitritt zur AFF als eines der Gründungsmitglieder.
Der philippinische Fußball weist eine lange Geschichte auf, die bis zum Beginn des 20. Jahrhunderts zurückreicht. Da nach der spanischen Herrschaft über das Land aber die Vereinigten Staaten die Kontrolle auf dem Inselstaat übernahmen, geriet der Fußball immer mehr ins Abseits und Sportarten wie Basketball erreichten höhere Popularität. Lange Zeit hat sich dies nicht geändert, doch in den letzten Jahren erfährt der Fußball  wieder einen Aufwind, nicht zuletzt durch die sportlichen Erfolge der philippinischen Nationalmannschaft.

## Mitgliedsverbände
Es gibt 37 Mitgliedsverbände des PFF:
| Ordentliche Mitglieder: - Agusan del Sur F.A. - Baguio City F.A. - Bukidnon F.A. - Butuan – Agusan del Norte F.A. - Cagayan de Oro – Misamis Oriental F.A. - Camarines Norte F.A. - Cebu F.A. - Compostela Valley F.A. - Davao del Norte F.A. - Davao F.A. - Iligan – Lanao del Norte F.A. - Iloilo F.A. - Laguna F.A. - Legazpi City – Albay Federated F.A. - Leyte F.A. - Maguindanao – Cotabato City F.A. - Federated F.A. of Masbate - Misamis Occidental – Ozamiz F.A. - Naga City – Camarines Sur F.A. - National Capital Region F.A. - Negros Occidental F.A. - Negros Oriental F.A. - North Cotabato F.A. | - Oriental Mindoro F.A. - Quezon F.A. - F.A. of Rizal - F.A. of South Cotabato - Sultan Kudarat F.A. - Surigao del Norte F.A. - F.A. of Tarlac - Zamboanga del Norte – Dipolog F.A. - Zamboanga del Sur – Pagadian F.A. - Zamboanga F.A. Außerordentliche Mitglieder: - Beach Football Association of the Philippines - Muntinlupa-Parañaque-Las Piñas F.A. - Markina City F.A. - Rizal F.A. Probemitglieder: - Batangas F.A. - Sorsogon F.A. - Cavite F.A. - Bohol FA - Mati-Davao Oriental FA - Olongapo City-Zambales FA - Pangasinan FA |

## Funktionsträger
- Präsident: Mariano Araneta
- Vizepräsident: Renato Cosmod
- Generalsekretär: Edwin Gastanes
- Schatzmeister: Juan Miguel Romualdez[6]